# Giorni di fuoco (film 1995 Merhi)
Giorni di fuoco (Rage) è un film statunitense del 1995 diretto da Joseph Merhi.

## Trama
Un insegnante di scuola elementare Alex Gainer viene rapito da un gruppo di soldati corrotti che vogliono utilizzarlo in un esperimento che servirebbe a trasformarlo in un supersoldato; non sanno però che quest'ultimo è un esperto di arti marziali e che certo non ha voglia di collaborare con loro.

## Produzione e distribuzione
Il film è prodotto e distribuito dalla PM Entertainment del regista e produttore siriano Joseph Merhi. In diversi paesi è uscito con i titoli seguenti:
- in Brasile (Fúria Assassina)
- in Spagna (Furia)
- in Grecia (Orgi)
- in Francia (Rage) (titolo TV)
- in Portogallo (Raiva)
- in Germania (Speed Rage)